# Fats Pichon
Walter 'Fat' Pichon (New Orleans, 3 april 1906 (?) - Chicago, 25 februari 1967) was een jazz-zanger, pianist, bigband-leider en componist.
Pichon begon in zijn jeugd met pianospelen, ook speelde hij op jeugdige leeftijd bariton in brassbands. In 1922 trok hij naar het noorden, waar hij speelde in New York en New Jersey. Daarna studeerde hij enkele jaren in Boston, aan New England Conservatory. Midden jaren twintig toerde hij met verschillende groepen in Amerika en Mexico en in de jaren 1926-1928 was hij opnieuw terug in New Orleans. Hier speelde hij met eigen groepen in danszalen en op rivierboten op de Mississippi. Terug in New York maakte hij verschillende opnames, meestal novelty-liedjes, met groepen uit New Orleans. In 1931 werkte hij met Elmer Snowden en Fess Williams. In de jaren dertig leidde hij een van de beste bigbands in New Orleans, waarmee hij ook op rivierboten speelde. Deze groep, waarin onder andere Dave Bartholomew speelde, heeft nooit opnames gemaakt. Hij speelde in Memphis (1935) en toerde met Mamie Smith. In de jaren veertig en vijftig werkte hij zowel in New Orleans als New York, als solist en zanger. Hij was lange tijd de huispianist van de Old Absinthe House, in het French Quarter (zie de foto). Tevens maakte hij af en toe een tournee, ook buiten Amerika. Slechte ogen dwongen de zanger/pianist in de jaren zestig minder te werken.

## Discografie
- Appearing Nightly at the Old Absinthe House, Decca

- Bibliothèque nationale de France: cb13955185v (data)
- International Standard Name Identifier: 0000 0000 4208 707X
- Library of Congress Control Number: no98025358
- MusicBrainz: bc6c516d-0578-4bd2-9f3f-44b117510793
- Virtual International Authority File: 71003966
- WorldCat: E39PBJhMhpMtjmXcJqXGvYwgrq